# Scytodes lugubris
Scytodes lugubris là một loài nhện trong họ Scytodidae.
Loài này thuộc chi Scytodes. Scytodes lugubris được Tord Tamerlan Teodor Thorell miêu tả năm 1887.